# Adorno-Ampel

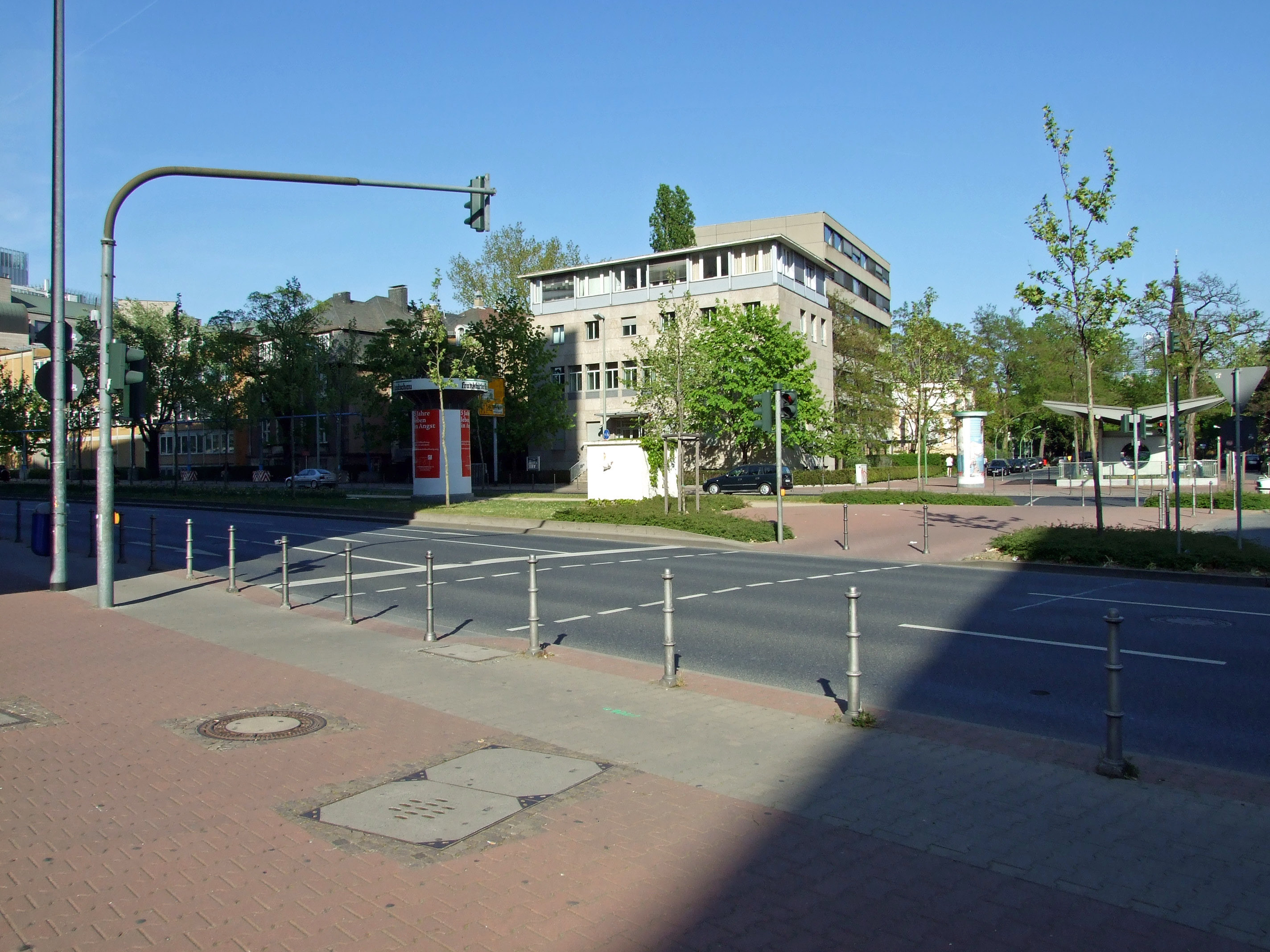
Adorno-Ampel am Institut für Sozialforschung in Frankfurt am Main

Die Adorno-Ampel ist eine nach Theodor W. Adorno benannte Ampelanlage in Frankfurt am Main. Sie sichert seit 1987 den Fußgängerüberweg über die Senckenberganlage zwischen dem Campus Bockenheim der Johann Wolfgang Goethe-Universität und dem zugehörigen Institut für Sozialforschung. Adorno hatte sie ab 1958 mehrmals gefordert, um Unfälle von Universitätsangehörigen mit Kraftfahrzeugen zu vermeiden.

## Geschichte
1951 bezog das Institut für Sozialforschung einen Neubau an der Senckenberganlage auf der dem Universitätscampus gegenüberliegenden Straßenseite. Am 12. März 1958 wies Adorno in einem Brief an den Rektor der Universität erstmals auf die Gefahren der Straßenüberquerung hin. Polizeipräsident Gerhard Littmann schaltete sich ein und ließ den Fußgängerüberweg durch einen Zebrastreifen markieren. Das genügte Adorno allerdings nicht. In einem weiteren Schreiben an die Universitätsleitung forderte er am 29. November 1961 „eine Brücke für Fußgänger über die Senckenberganlage oder eine Umleitung des gesamten Verkehrs“. Nachdem 1962 im Bereich der Senckenberganlage bei Verkehrsunfällen eine Person getötet und kurz danach die Sekretärin Adornos angefahren wurde, schrieb Adorno an die Frankfurter Allgemeine Zeitung und forderte „Verkehrsampeln in dem ganzen Universitätsgebiet“:

„Beim Überschreiten der Senckenberganlage, nahe der Ecke Dantestraße, ist eine unserer Sekretärinnen überfahren und erheblich verletzt worden, nachdem an derselben Stelle wenige Tage vorher ein Passant tödlich verunglückt war. Auf dem Weg in die Universität muss man in unwürdiger Weise über die Straße rennen, als wenn man um sein Leben liefe. Sollte nun ein Student, oder ein Professor, in jenem Zustand sich befinden, der ihm eigentlich angemessen ist, nämlich in Gedanken, so steht darauf unmittelbar die Drohung des Todes.“

Adornos Forderung erfüllte sich erst 18 Jahre nach seinem Tod. Nachdem sich auch der Institutsleiter Jürgen Habermas 1985 für die Ampel eingesetzt hatte, kam sein Nachfolger Ludwig von Friedeburg zum Ziel: Im Jahr 1987 wurde tatsächlich eine Fußgängerampel an der Senckenberganlage errichtet. Obwohl ihre Errichtung weder in zeitlichem noch in kausalem Zusammenhang zu Adornos Leserbrief stand, erhielt sie in der Öffentlichkeit sofort den Namen „Adorno-Ampel“. Die Frankfurter Rundschau bezeichnete sie als Adorno-Denkmal, lange bevor das offizielle Adorno-Denkmal 2003 eingeweiht wurde.

„Die in Frankfurt berühmte ‚Adorno-Ampel‘ hat ihre ganz eigene, höchst originelle Geschichte.“

In dem 2014 im Schauspiel Frankfurt uraufgeführten Theaterstück Je t’adorno von René Pollesch spielt die Ampel ein Leitmotiv, indem Adornos Aufruf zur Schaffung einer Fußgängerampel mehrfach zitiert wird. Pollesch schließt die Frage an, „… ob es überhaupt ein Recht darauf geben kann, gedankenverloren am Leben zu bleiben?“

## Touristischer Ort

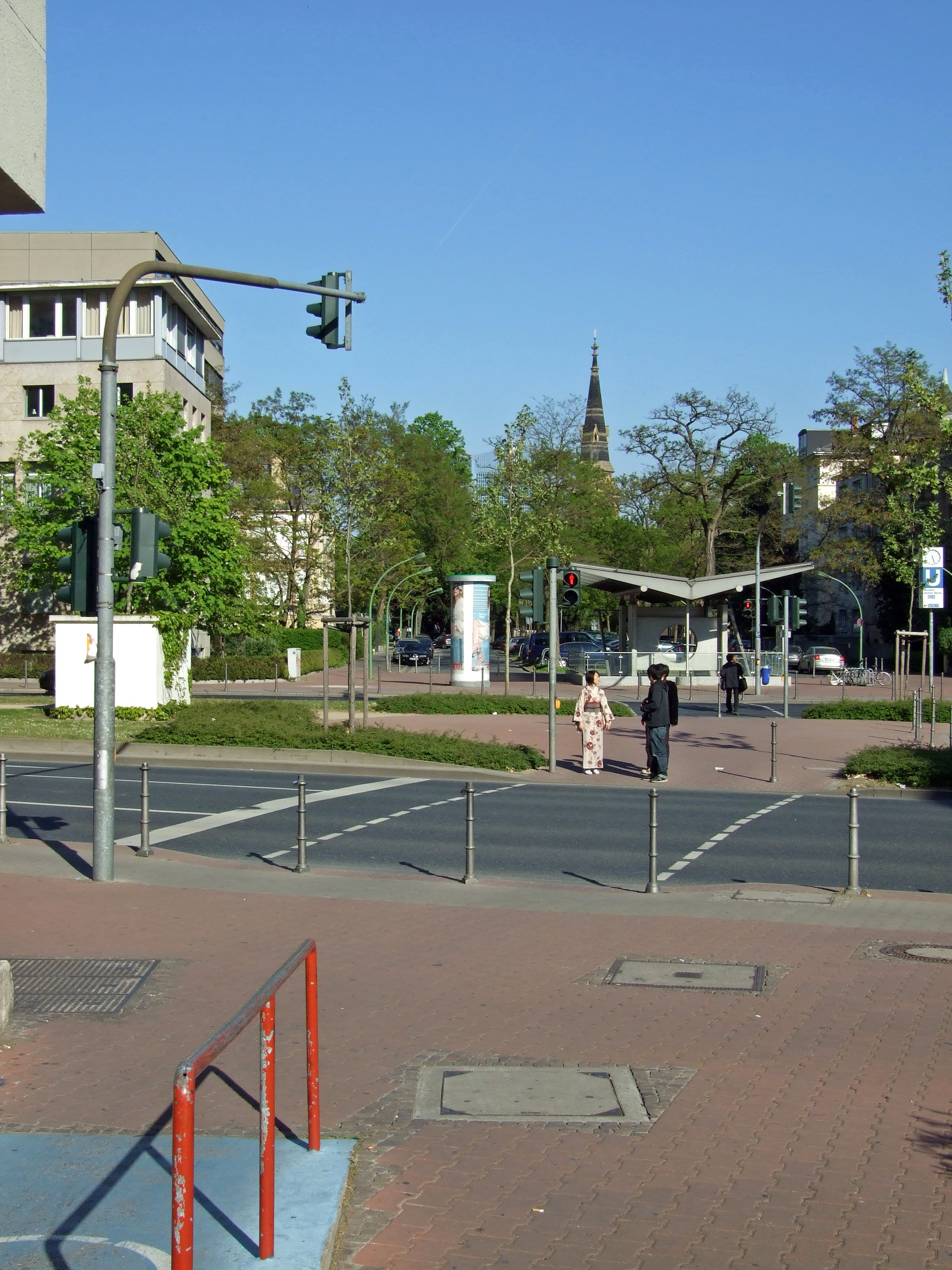
Adorno-Ampel mit japanischen Besuchern

Die Adorno-Ampel hat sich zu einer Sehenswürdigkeit für Frankfurt entwickelt, deren anekdotische Geschichte nicht nur „Adorno-Aficionados“ beschäftigt.